# Ernst Florens Friedrich Chladni
Ernst Florens Friedrich Chladni (magyarosan Chladni Ernő Florens Frigyes) (Wittenberg, 1756. november 30. – Boroszló, 1827. április 3.) német fizikus, akusztikus, feltaláló.

## Életpályája
Wittenbergben és Lipcsében a jogot tanulmányozta. Csak apja tartotta vissza attól, hogy az orvostudományt tanulja, de miután apja meghalt, kizárólag természettudományokkal foglalkozott. Számos kísérletet tett, melyek közben feltalálta a róla elnevezett hangalakokat. 1790-ben egy új hangszert szerkesztett, amelyet eufonnak nevezett el. Chladni volt feltalálója az ún. clavihenger-hangszernek, amely az eufonnal sok hasonlatosságot mutat. E két hangszer azonban nem versenyezhetett sem az orgonával, sem pedig a közönséges orchesztrális hangszerekkel és emiatt nem is terjedt el. Lichtenberg által buzdíttatva, szorgalmasan vizsgálta a meteorokat, amelyek azon időben még alig voltak ismeretesek. 1802 és 1812 között járt Németországban, Hollandiában, Franciaországban, Olaszországban, Oroszországban és Dániában, és akusztikai előadásokkal tartotta fenn magát.

## Nevezetesebb művei
- Entdeckungen über die Theorie des Klanges (Lipcse, 1787);
- Über den Ursprung der von Pallas gefundenen und anderen ähnlichen Eisenmassen (Riga 1794), melyben a meteorokról azt irja, hogy azok a világűrből jutnak hozzánk, mely véleménye felett akkoriban gúnyolódtak, később azonban helyesnek ismerték el.
- Über die Longitudinalschwingungen der Saiten und Stäbe (Erfurt 1796);
- Die Akustik (1 kötet, Lipcse 1802, uj kiad 1830), mely C. legnevezetesebb művét képezi;
- Neue Beiträge zur Akustik (1 kötet, Ib. 1817);
- Traité d'Acoustique (1 kötet, Páris 1809); Über Feuermeteore und die mit denselben herabgefallenen Massen (Bécs 1819);
- Beiträge zur praktischen Akustik und zur Lehre vom Instrumentenbau, enthaltend die Theorie und Anwendung zum Bau des Clavicylinders und verwandter Instrumente (Lipcse 1821).